# Takashi Itoyama
Takashi Itoyama (糸山隆司?, Itoyama Takashi; 14 novembre 1932 – 17 agosto 1983) è stato un cestista giapponese.

## Carriera
Con il Giappone ha partecipato alle Olimpiadi del 1956 e a quelle del 1960, disputando complessivamente 14 partite.